# Conquista portoghese di Malacca
La conquista portoghese di Malacca avvenne per mano del governatore dell'India portoghese Alfonso de Albuquerque nel 1511.
La città portuale di Malacca controllava uno stretto strategico attraverso il quale si concentravano tutti i commerci marittimi tra la Cina dei Ming e l'India. La sua conquista, fondamentale per la prosperità dell'Impero portoghese, fu il risultato di un piano elaborato da re Manuele I del Portogallo nel 1505 per arginare la crescente ingerenza oceanica del Vicereame della Nuova Spagna e dell'intraprendenza di Albuquerque, deciso a garantirsi, dall'India, il controllo sulla rotta delle spezie conquistando Hormuz, Aden, Goa e Malacca, estromettendo così dal lucroso commercio i musulmani attivi da secoli nell'oceano Indiano.
Partito da Kochi (India) nell'aprile del 1511, Albuquerque veleggiò verso una missione senza via di ritorno: una volta giunto a destinazione, i venti monsonici contrari gli avrebbero impedito di tornare, lasciandolo isolato in territorio ostile. L'operazione si concluse con l'annessione territoriale più lontana nella storia dell'umanità fino ad allora.
Malacca sarebbe rimasta in mano portoghese fino al 14 gennaio 1641, quando fu conquistata dagli olandesi.

## Antefatto

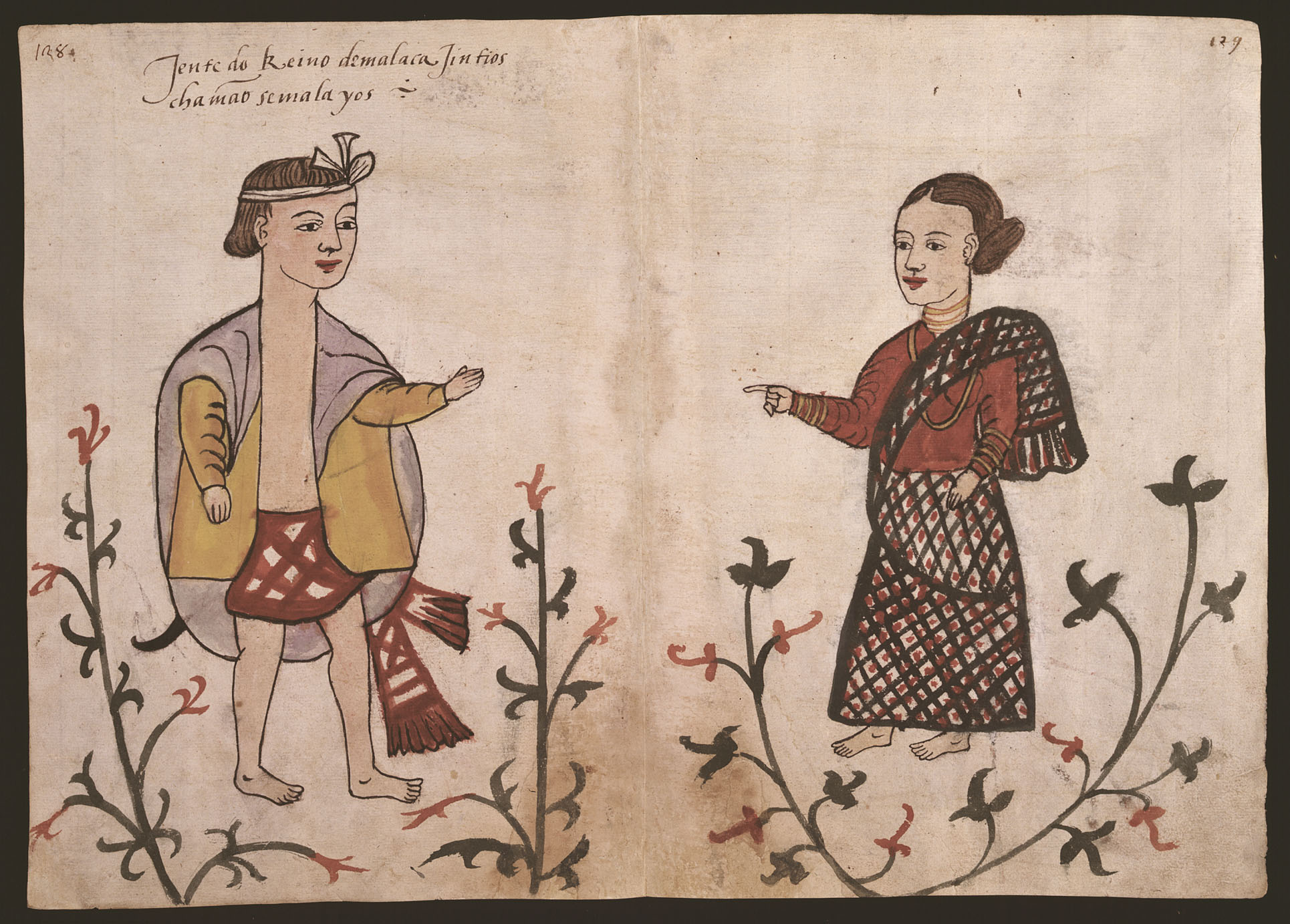
Malesi di Malacca - ill. da Codex Casanatense (c. 1540)

Fondata all'inizio del XV secolo (circa 1402) in prossimità dell'omonimo stretto dal principe malese Parameswara (esiliato dal Palembang), la città portuale di Malacca (nell'odierna Malaysia) era la capitale del Sultanato di Malacca e lo snodo nevralgico dei commerci tra la Cina dei Ming e i vari potentati del Subcontinente indiano. Padrona d'un territorio che s'estendeva su quasi tutta la penisola malese, le isole Riau e una porzione significativa della costa settentrionale di Sumatra (odierna Indonesia), l'entrepôts ospitava molte comunità di mercanti (arabi, persiani, turchi, armeni, birmani, bengalesi, siamesi, peguani e lusong) delle quali le quattro più influenti erano: i musulmani gujarati e giavanesi, gli indù del Coromandel e i cinesi. Secondo il farmacista portoghese Tomé Pires, vissuto a Malacca tra il 1512 e il 1514, in questa città cosmopolita si parlavano ben 84 dialetti. Il fattore portoghese Rui de Araújo censì a Malacca 10 000 case e una popolazione stimata di almeno 40 000 abitanti.

Secondo Brás de Albuquerque, figlio di Afonso de Albuquerque:
Malacca fu il caposaldo da cui s'irradiò nell'arcipelago malese l'Islam, insieme alla letteratura e alle arti malesi. Il "malese classico" divenne la lingua franca del sudest asiatico marittimo e la scrittura Jawi divenne il principale mezzo di scambio culturale, religioso e intellettuale. Fu attraverso questi sviluppi intellettuali, spirituali e culturali che la c.d. "Era malacense" vide l'inculturazione di un'identità malese, la maleseizzazione della regione e la successiva formazione di un Alam Melayu, il concetto d'una "razza malese unita". Geograficamente, la città sorgeva però su infidi terreni paludosi circondati da un'inospitale foresta tropicale e dipendeva integralmente dal commercio per il suo sostentamento: es. il riso fornito dai mercanti di Giava.
Le prime sommarie informazioni su Malacca arrivarono in Portogallo al rientro in patria di Vasco da Gama dopo la prima traversata verso l'India tramite il Capo di Buona Speranza. Era descritta come una città a 40 giorni di viaggio dall'India, dove si vendevano chiodi di garofano, noce moscata, porcellana cinese e seta, e si supponeva fosse governata da un sovrano che poteva radunare 10 000 uomini per la guerra ed era cristiano. Da allora, re Manuele I del Portogallo aveva mostrato interesse a prendere contatto con Malacca, credendo che fosse in corrispondenza, o almeno vicino, all'antimeridiano di Tordesillas. Nel 1505 Dom Francisco de Almeida fu nominato da re Manuele primo viceré dell'India portoghese e, tra i suoi incarichi, ricevette appunto anche quello di scoprire la sua posizione precisa. Almeida fu però incapace di dedicare risorse all'impresa: inviò solo due ambasciatori portoghesi sotto copertura nell'agosto 1506, Francisco Pereira e Estevão de Vilhena, a bordo di un mercantile musulmana. La missione fallì quando i portoghesi furono scoperti e quasi linciati sulla Costa del Coromandel. Pereira e Vilhena se ne tornarono così alla catichella in India, giungendo a Kochi in novembre.

## La missione di Sequeira
Per nulla impressionato dalla mancanza di risultati di Almeida, nell'aprile 1508 re Manuele inviò direttamente a Malacca una flotta composta da quattro navi sotto il comando del fidalgo Diogo Lopes de Sequeira che aveva anche il compito di mappare il Madagascar e raccogliere informazioni sui cinesi. Sequeira ricevette ordini reali (pt. regimento) che gl'intimavano specificamente di ottenere il permesso di aprire un avamposto commerciale diplomaticamente e di commerciare pacificamente, non rispondendo ad alcuna provocazione e di non aprire il fuoco a meno che non gli venisse sparato contro:
(Lettera di re Manuele I del Portogallo a Diogo Lopes de Sequeira, febbraio 1508)
Nell'aprile 1509 la flotta era a Kochi, sede del principale alleato indiano dei Portoghesi, il Regno di Cochin. Il viceré Almeida incorporò alla spedizione un'altra caracca per rafforzarla e, al contempo, liberarsi di alcuni partigiani del nuovo governatore appena giunto dalla madrepatria, Alfonso de Albuquerque. Tra i suoi membri dell'equipaggio c'era anche Ferdinando Magellano.
Durante il viaggio dall'India a Malacca, Sequeira fu ben accolto dai sovrani di Pedir (Indonesia) e Pasai (Sumatra) che gl'inviarono dei regali. Il fidalgo eresse, secondo l'uso, croci di pietra (padrão ) in entrambi i luoghi, rivendicando la scoperta e il possesso per la Corona. Gettò infine l'ancora nel porto di Malacca nel settembre 1509, dove terrorizzò il popolo con il tuono della sua artiglieria, tanto che tutti si affrettarono a bordo delle loro navi per cercare di difendersi da questo nuovo e sgradito ospite. Una barca giunse dalla città per chiedere ai portoghesi la loro identità. Sequeira cercò subito di contattare i mercanti cinesi del porto che lo invitarono a bordo di una delle loro giunche commerciali, lo ricevettero molto bene a cena ed organizzarono per lui un incontro con il sultano Mahmud Shah. Questi concesse prontamente l'autorizzazione ai portoghesi d'erigere una feitoria a Malacca ed addirittura fornì un edificio a tale scopo. Diffidando della minaccia che i portoghesi rappresentavano ai loro interessi, tuttavia, le potenti comunità mercantili dei gujarati musulmani e dei giavanesi convinsero Mahmud Shah e il suo Bendahara (vizir) Tun Mutahir a tradire e catturare i portoghesi. Sequeira, non diffidando dell'amabilità del Sultano, ignorò gli avvertimenti che Duarte Fernandes, un membro del suo equipaggio che conosceva il farsi, aveva ottenuto da un locandiere persiano sui preparativi in corso per distruggere la flotta, informazioni poi confermate anche dai mercanti cinesi. Sequeira stava giocando a scacchi a bordo della sua nave ammiraglia quando la flotta malese, travestita da convoglio mercantile, tese un'imboscata alle navi portoghesi. I portoghesi respinsero ogni tentativo d'abbordaggio ma, di fronte all'enorme numero di navi malesi e incapaci di sbarcare forze per salvare i compagni che erano rimasti nella feitoria, Sequeira risolse di tornare in India prima dell'inizio del monsone e di abbandonare i connazionali nel sud-est asiatico. Prima di partire, il fidalgo inviò un messaggio al Sultano e al Bendahara: due prigionieri ciascuno con una freccia nel cranio a monito di ciò che sarebbe accaduto loro se avessero danneggiato i 20 portoghesi rimasti alla loro mercé (ed arresiglisi).

## La missione di Vasconcelos e l'arrivo di Albuquerque

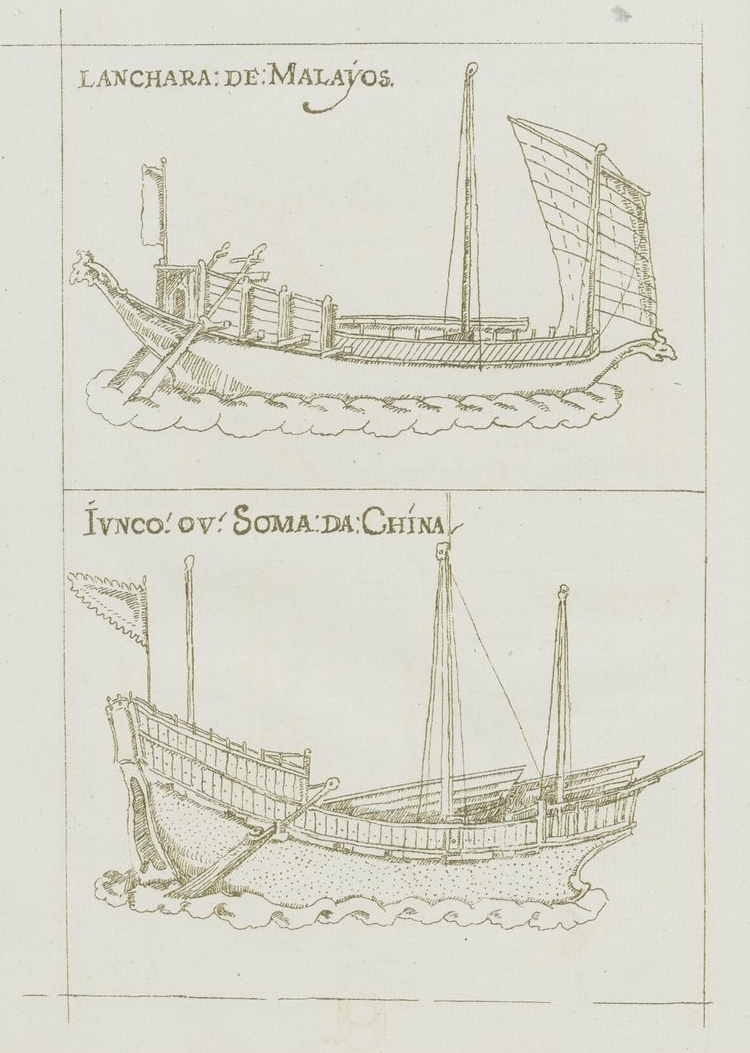
rappresentazione portoghese di un lancaran malese e di una giunca cinese.

Dopo aver raggiunto Travancore in aprile, Sequeira scoprì che Albuquerque era succeduto ad Almeida quale governatore dell'India portoghese e, temendone rappresaglie, preferì tornare subito in Portogallo.
Nel frattempo, a Lisbona, re Manuele aveva varato un'altra flotta, più piccola, al comando di Diogo de Vasconcelos per commerciare direttamente con Malacca, da lui ritenuta una base commerciale ormai stabile e sicura poiché fidava nel buon esito dell'invece fallimentare missione di Sequeira. Vasconcelos arrivò nell'isola di Angediva nell'agosto del 1510 dove trovò il governatore Albuquerque che riposava le sue truppe dopo non essere riuscito a catturare Goa alcuni mesi prima e gli rivelò immediatamente le sue intenzioni di navigare verso Malacca. Albuquerque aveva nel frattempo ricevuto messaggi dai prigionieri di Malacca, scritti dal fattore Rui de Araújo e inviatigli dal più potente mercante di Malacca, l'indù Nina Chatu che intercedeva per i portoghesi. Araújo dettagliò la forza militare del Sultano, l'importanza strategica di Malacca e la loro atroce prigionia. Albuquerque era dunque pienamente consapevole che per Vasconcelos portarsi a Malacca con una forza così esigua era un suicidio. Riuscì a convincerlo, a malincuore, ad aiutarlo a conquistare Goa, dopodiché Vasconcelos insistette che gli fosse permesso di procedere a Malacca ma Albuquerque glielo negò. Vasconcelos si ammutinò e tentò di salpare contro gli ordini del Governatore ma fu imprigionato e i suoi piloti impiccati. Albuquerque assunse il comando diretto della spedizione e in aprile partì da Kochi con 1000 uomini e 18 navi.

### Traversata dell'Oceano Indiano
Durante la traversata nel sud-est asiatico, Albuquerque perse una galea e una vecchia nau. A Sumatra, salvò nove prigionieri portoghesi fuggiti nel Regno di Pedir che lo informarono di dissidi interni a Malacca: il Bendahara era stato recentemente assassinato. Lì il governatore intercettò anche diverse navi mercantili del Sultanato del Gujarat, nemico dei portoghesi.
Passando da Pacem, i portoghesi si imbatterono in un Djong molto grosso, più grande persino della loro ammiraglia, la Flor de la Mar. I portoghesi gli ordinarono di fermarsi ma questo aprì prontamente il fuoco sulla flotta, scatenando il tiro di risposta lusitano. Si resero però conto che le loro bombarde erano per lo più inefficaci perché le loro palle di cannone rimbalzavano sullo scafo dell'enorme giunca. Lo scontro divenne una guerra di logoramento. Dopo due giorni di bombardamenti continui, la giunca aveva il timone distrutto, gli alberi abbattuti e la maggior parte dell'equipaggio ucciso; così si arrese. Una volta a bordo, i portoghesi trovarono un membro della famiglia reale di Pacem che Albuquerque imprigionò sperando di poterlo scambiare con i prigionieri portoghesi.

### Preparativi malcensi

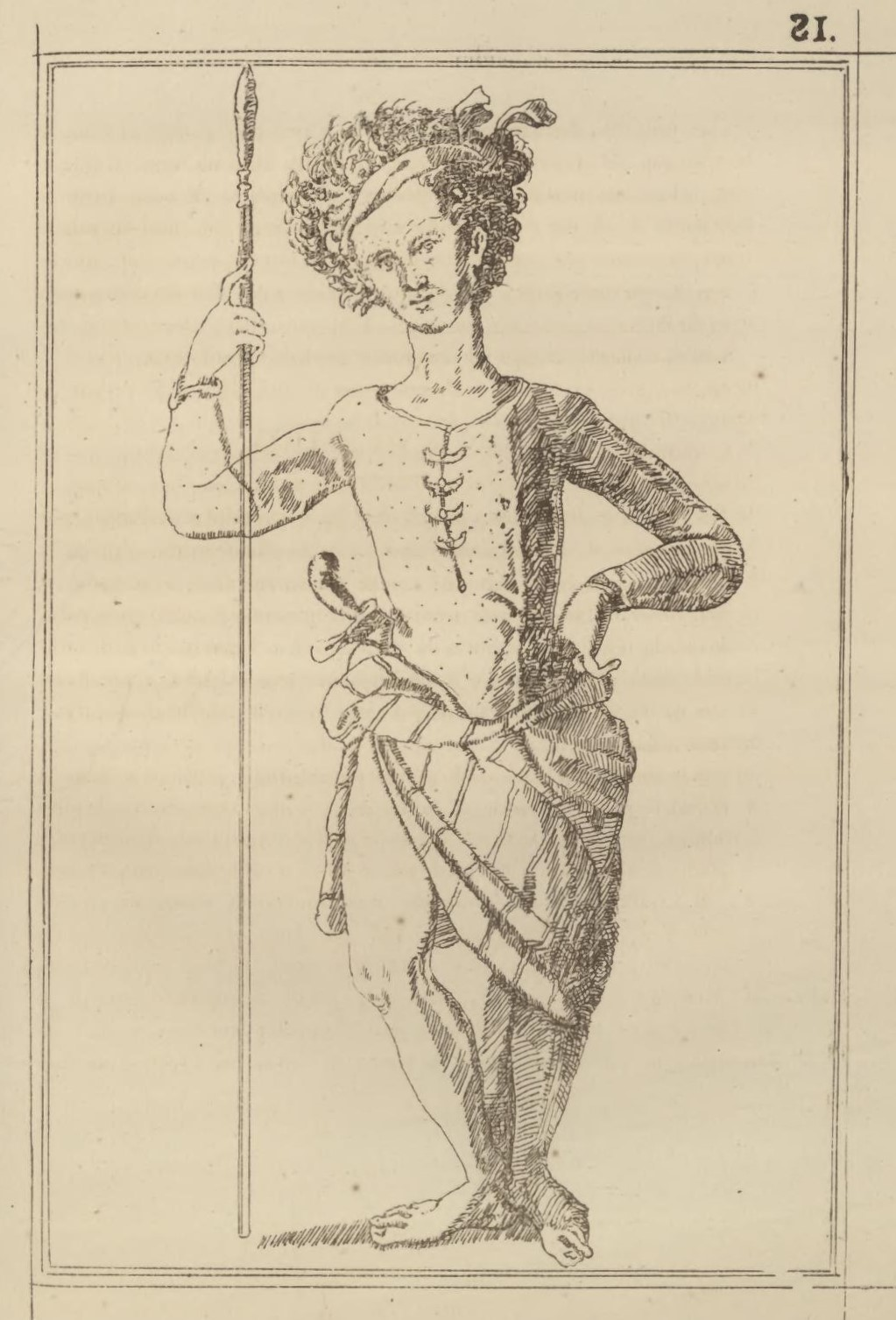
Un soldato malese armato di lancia azagaya e kriss.

Tutti i possedimenti insulari e peninsulari del vasto dominio del sultano Mahmud Shah obbedirono, per quanto possibile, alla sua chiamata alle armi contro i portoghesi: Palembang, Indragiri, Menangkabau e Pahang hanno tutti inviato truppe e forse anche altri territori l'hanno fatto; l'unico stato rinnegato fu Kampar che fornì ai portoghesi una base locale. Malacca reclutò anche migliaia di mercenari da Giava, pagati all'inizio di agosto e con ben tre mesi di anticipo, e 3 000 mercenari turchi e iraniani. Infine, il sultano assemblò un arsenale di 8 000 armi a polvere da sparo, tra cui molti moschetti pesanti importati da Giava e dei cannoni del tipo "Lantaka" o "Cetbang" che sparavano colpi da 1/4 a 1/2 libbra. In totale le forze del sultano contavano, secondo i mercanti cinesi che informarono i portoghesi, 20 000 combattenti. Erano stati radunati originariamente per fare una campagna contro il principale nemico di Malacca a Sumatra, il regno di Aru.
Pur avendo molta artiglieria e armi da fuoco, Mahmud Shah difettava di artiglieri e moschettieri: quelle armi erano sia acquistate dai giavanesi e dai gujarati sia utilizzate da loro. All'inizio del XVI secolo, prima dell'arrivo dei portoghesi, i malesi erano un popolo senza armi da fuoco. La cronaca Sejarah Melayu riporta che nel 1509 i malesi non capivano "perché i proiettili uccidevano" tanta era la loro poca familiarità nell'uso delle armi da fuoco se non durante le cerimonie:
(Sejarah Melayu)
Riflettendo decenni dopo su quanto male si fossero comportati i malesi contro i portoghesi, a Malacca e altrove, il cartografo Manuel Godinho de Erédia enumerò molte delle debolezze delle loro truppe di terra. Tra questi c'erano la mancanza di tattiche e formazioni militari ordinate, le loro armi corte, la mancanza di armature, l'uso di archi e giavellotti e le loro fortificazioni inefficaci.
(Descrizione di Malacca di Godinho de Erédia, 1613)
Poiché i malcensi avevano introdotto le armi da fuoco solo di recente, dopo il 1509, non avevano adottato la pratica europea e indiana di fortificare i loro porti. Si affidavano pertanto ai Gujarati per aiutarli a costruire tali difese ed i Gujarati gestirono interamente il lavoro di costruzione delle fortificazioni di Malacca. Un capitano gujarati che voleva dichiarare guerra ai portoghesi fornì a Malacca navi gujarati e promise l'aiuto di 600 soldati e 20 bombarde. Altri difensori stranieri di Malacca erano iraniani, anch'essi importanti commercianti nell'Oceano Indiano.

## Conquista di Malacca

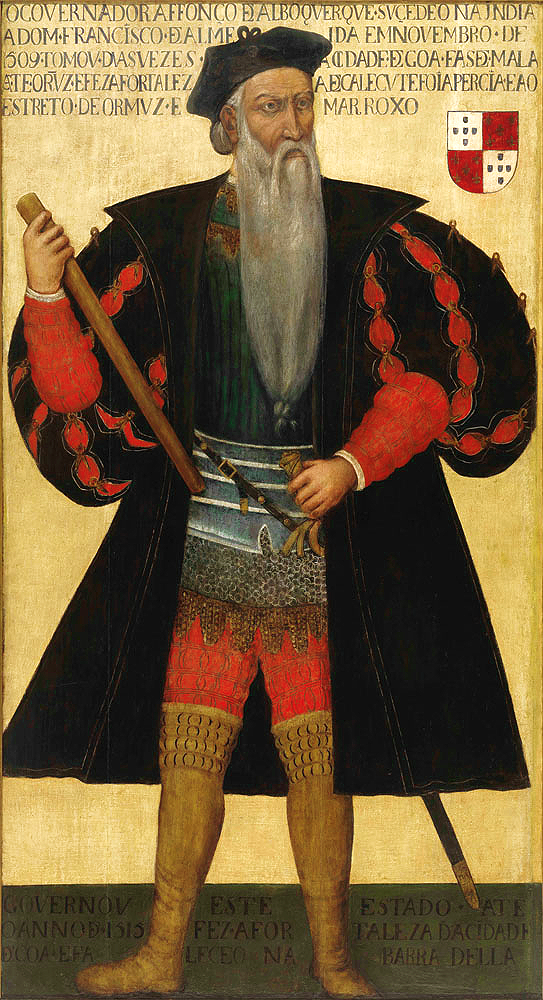
Alfonso de Albuquerque, secondo governatore dell'India portoghese.

1º luglio - Albuquerque arriva a Malacca. Le navi portoghesi sparano una salva d'artiglieria e si schierano a battaglia, causando grande agitazione nel porto. L'ammiraglio dichiarò che nessuna nave doveva salpare senza il suo permesso e immediatamente avviò negoziati per liberare i prigionieri portoghesi in città. Poiché considerava la condotta del Sultano un tradimento, Albuquerque chiese che i prigionieri fossero restituiti senza riscatto come segno di buona fede ma Mahmud Shah rispose in modo vago ed evasivo e insistette affinché il governatore firmasse un trattato di pace in anticipo. In realtà, il Sultano stava cercando di guadagnare tempo per fortificare la città e richiamare la flotta al comando del Laksama (pt. Lassemane, lett. "ammiraglio") Khoja Hassan.
Albuquerque nel frattempo continuava a ricevere messaggi dal prigioniero Rui de Araújo che lo informava della consistenza delle forze del Sultano tramite Nina Chatu. Mahmud Shah poteva radunare 20 000 uomini tra cui arcieri turchi e persiani, 20 elefanti da guerra e migliaia di pezzi di artiglieria che erano però di disegno antiquato e supportati da uno sparuto corpo di artiglieri. Lo stesso Albuquerque avrebbe poi riferito al re che solo 4 000 di loro erano pronti per la battaglia.
Il Sultano da parte sua non era troppo intimorito dal piccolo contingente portoghese. Albuquerque avrebbe poi scritto a re Manuele che, con sua grande costernazione, il Sultano era riuscito in qualche modo a stimare correttamente il numero totale di soldati a bordo della sua flotta con un margine di errore di "meno di tre uomini". Rimase così in città ad organizzarne la difesa, "non rendendosi conto del grande pericolo in cui si stava mettendo".
Dopo settimane di trattative in stallo, a metà luglio i portoghesi bombardarono la città. Sorpreso, il Sultano liberò prontamente i prigionieri e Albuquerque colse poi l'occasione per chiedere un ulteriore pesante risarcimento: 300 000 cruzados e l'autorizzazione a costruire una fortezza dove voleva. Il Sultano rifiutò. Presumibilmente, Albuquerque aveva già anticipato tale risposta e radunò i suoi capitani, rivelando loro che un assalto avrebbe avuto luogo la mattina seguente, 25 luglio, giorno di Santiago.
Durante i negoziati, Albuquerque ricevette i rappresentanti di diverse comunità mercantili: gli indù che gli espressero il loro sostegno e i cinesi che si offrirono d'aiutarlo in ogni modo possibile. Albuquerque chiese ai cinesi diverse chiatte per velocizzare le sue operazioni di sbarco, non chiedendo altro perché desiderava evitare loro possibili rappresaglie se l'attacco fosse fallito, e li invitò a sfruttare una sua galea per osservare da lontano, in sicurezza, i combattimenti ed autorizzò chiunque volesse lasciare Malacca a farlo, cosa che diede ai cinesi un'ottima impressione dei portoghesi.

### Primo assalto

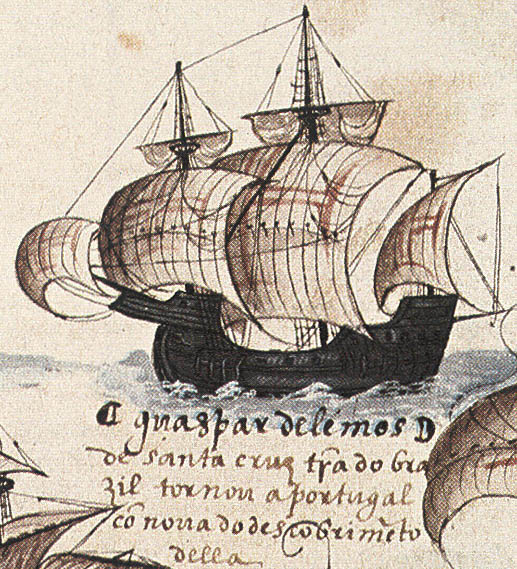
Nau portoghese.
La flotta portoghese fornì fuoco di copertura allo sbarco con la sua potente artiglieria.

Albuquerque divise le sue forze in due gruppi: uno più piccolo sotto il comando di Dom João de Lima e uno più grande che comandò personalmente. Lo sbarco iniziò alle 02:00 del mattino. Mentre la flotta portoghese bombardava le posizioni nemiche a terra, la fanteria le spiagge su entrambi i lati del ponte della città su delle barche. Furono bersagliati dal fuoco d'artiglieria dei malesi sulle palizzate che si rivelò inefficace. Albuquerque sbarcò le sue forze a ovest del ponte, noto come "Upeh", mentre Lima sbarcò sul lato est, "Ilher", dove si trovavano il palazzo del Sultano e una moschea. Una volta a terra, i portoghesi gettarono sulla sabbia i pavè protettivi delle chiatte per camminare sopra i tritelli e la polvere da sparo sparsi tutt'intorno.
Protetti da elmi e corazze d'acciaio, e con i fidalgo rivestiti d'armatura a piastre all'avanguardia, i portoghesi caricarono le posizioni difensive malesi, frantumando quasi immediatamente ogni resistenza. Superate le palizzate, lo squadrone di Albuquerque respinse i difensori sulla strada principale e si diresse verso il ponte, dove affrontarono una dura resistenza e un attacco dalle retrovie.

Sul lato est, lo squadrone di Lima affrontò il contrattacco del corpo reale di elefanti da guerra, comandato dallo stesso Sultano, suo figlio Alauddin e suo genero, il Sultano di Pahang. Brevemente scossi, i fidalgo alzarono le loro picche e attaccarono l'elefante reale, facendolo voltare in preda al panico, disperdendo gli altri elefanti e gettando nel caos le truppe che seguivano. Il Sultano cadde dal suo elefante e si ferì ma riuscì a fuggire in mezzo alla confusione. A metà giornata, i due squadroni portoghesi s'erano incontrati al ponte, circondando gli ultimi difensori che si lanciarono nel fiume dove furono intercettati dagli equipaggi delle chiatte da sbarco. Con il ponte sicuro, i portoghesi sollevarono dei teli per proteggere la fanteria esausta dal sole intenso. L'assalto fu tuttavia annullato quando Albuquerque si rese conto di quanto fossero a corto di provviste e ordinò alle truppe di imbarcarsi di nuovo, incendiando il palazzo reale e la moschea lungo la strada.
Per impedire ai malesi di riprendere posizione sul ponte, il giorno seguente i portoghesi sequestrarono una giunca, la armarono di artiglieria (cannoni a retrocarica a fuoco rapido) e picche molto lunghe per evitare che venisse speronata da zattere incendiarie, e la trainarono verso il ponte. Alla foce del fiume si incagliò e finì subito sotto un pesante fuoco nemico. Il suo capitano, António de Abreu, fu colpito in faccia ma non cedette il comando, dichiarando che avrebbe comandato la nave dal suo letto di malattia, se necessario.

### Secondo assalto
L'8 agosto, il governatore tenne un consiglio con i suoi capitani in cui invocò la necessità di mettere in sicurezza la città per interrompere il flusso di spezie verso il Cairo e la Mecca attraverso Calicut e per impedire che l'Islam prendesse piede. Per questo assalto, Albuquerque sbarcò l'intero esercito, diviso in tre gruppi, sul lato occidentale di Malacca ("Upeh") supportato da una piccola caravella, una galea e chiatte da sbarco armate come cannoniere. Mentre la giunca veniva sloggiata dalla marea mattutina crescente, attirando il fuoco dei difensori mentre navigava verso il ponte, iniziò lo sbarco, con il resto dellArmada che riprendeva a bombardare la città. Una volta sbarcati, i portoghesi di nuovo superarono rapidamente le difese malesi e riconquistarono il ponte, ormai privo di difensori. Su entrambi i lati, Albuquerque eresse barricate con barili pieni di terra e vi piazzò l'artiglieria sbarcata. Dal lato est, uno squadrone procedette all'assalto della moschea e di nuovo frantumò i difensori dopo una lunga lotta.

Con il ponte fortificato e protetto con sufficienti provviste, Albuquerque ordinò ad alcuni squadroni e diversi fidalgo di correre per le strade e neutralizzare le postazioni di cannoni malesi sui tetti, abbattendo chiunque resistesse, con la perdita di molti civili.
Il 24 agosto, mentre la resistenza del Sultano scemava, Albuquerque decise di prendere il pieno controllo della città, marciando con un quadrato di 400 uomini in file di 6 per le strade, al suono di tamburi e trombe, eliminando ogni residuo di resistenza. Secondo Correia, i malesi erano molto spaventati dalle picche pesanti portoghesi "che non avevano mai visto prima".

L'operazione di pulizia durò 8 giorni. Incapace di opporsi ulteriormente ai portoghesi, il Sultano raccolse il suo tesoro reale e ciò che restava delle sue forze e si ritirò nella giungla.

### Il saccheggio

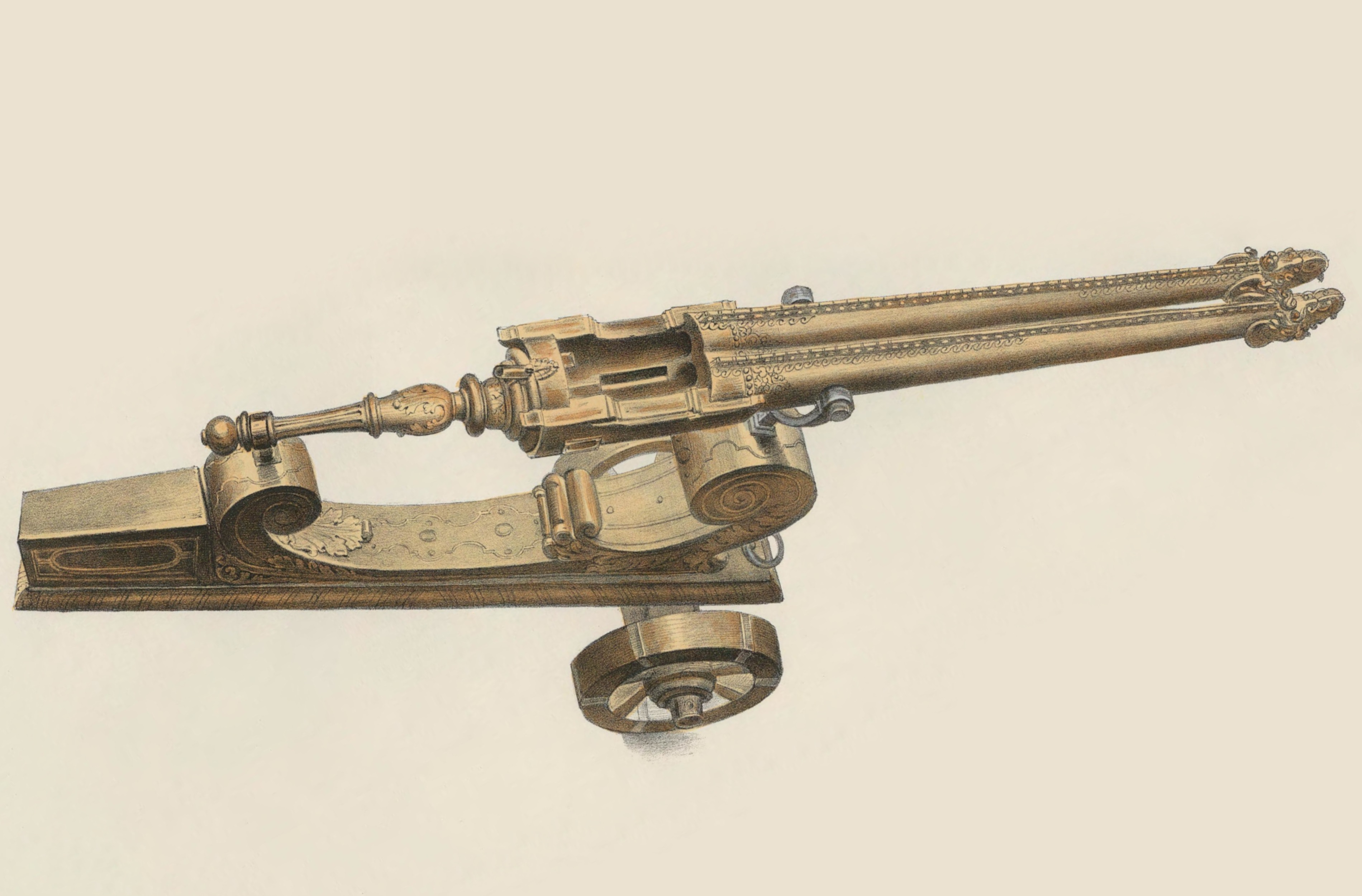
Un cannone delle Indie orientali (cetbang), precisamente di Giava, ca. 1522.

Assicuratosi il controllo di Malacca, Albuquerque ne ordinò il sacco ma nel modo più ordinato possibile. Per tre giorni, dalla mattina alla sera, a gruppi di soldati fu concesso un tempo limitato per correre a turno in città e tornare in spiaggia con tutto ciò che potevano portare con sé. Era loro severamente vietato saccheggiare le proprietà di cinesi, indù e peguani che avevano sostenuto i portoghesi e ricevevano bandiere per contrassegnare le loro famiglie. La popolazione generale di Malacca rimase illesa. Il bottino fu immenso: oltre 200 000 cruzados tornarono alla Corona insieme a 3 000 bombarde di bronzo e ferro e diversi schiavi. I cannoni trovati erano di vario tipo: esmeril Archibusone da 1/4 a 1/2 libbre, probabilmente si riferisce a cetbang o lantaka ), Falconetto (cannone girevole in bronzo fuso più grande del esmeril, da 1 a 2 libbre, probabilmente si riferisce al lela, e Falcone (lungo cannone o colubrina di calibro 6-10 libbre, probabilmente si riferisce a meriam ), e bombarda (corto, grosso e pesante cannone). I malesi avevano anche un bel cannone di grandi dimensioni donato dallo Zamorin di Calicut, nemico di vecchia data dei portoghesi. Gli armaioli di Malacca sono stati paragonati favorevolmente a quelli della Germania che erano allora i leader riconosciuti nella produzione di armi da fuoco e le affuste di armi di Malacca sono state descritte come senza rivali da qualsiasi altra terra, incluso il Portogallo. I portoghesi catturarono anche 3000 dei 5000 moschetti che erano stati forniti da Giava a Malacca.
Secondo Correia, i soldati regolari ricevettero oltre 4 000 cruzados ciascuno, i capitani fino a 30 000 All'epoca, 1 000 cruzados erano all'incirca l'equivalente del reddito annuo di un conte in Portogallo. Albuquerque recuperò dalla spedizione uno sgabello incrostato di gioielli, quattro leoni d'oro e persino un braccialetto d'oro che si diceva avesse la proprietà magica di impedire a chi lo indossava di sanguinare. Il governatore stimò che rimanessero i due terzi della ricchezza della città.

## Conseguenze

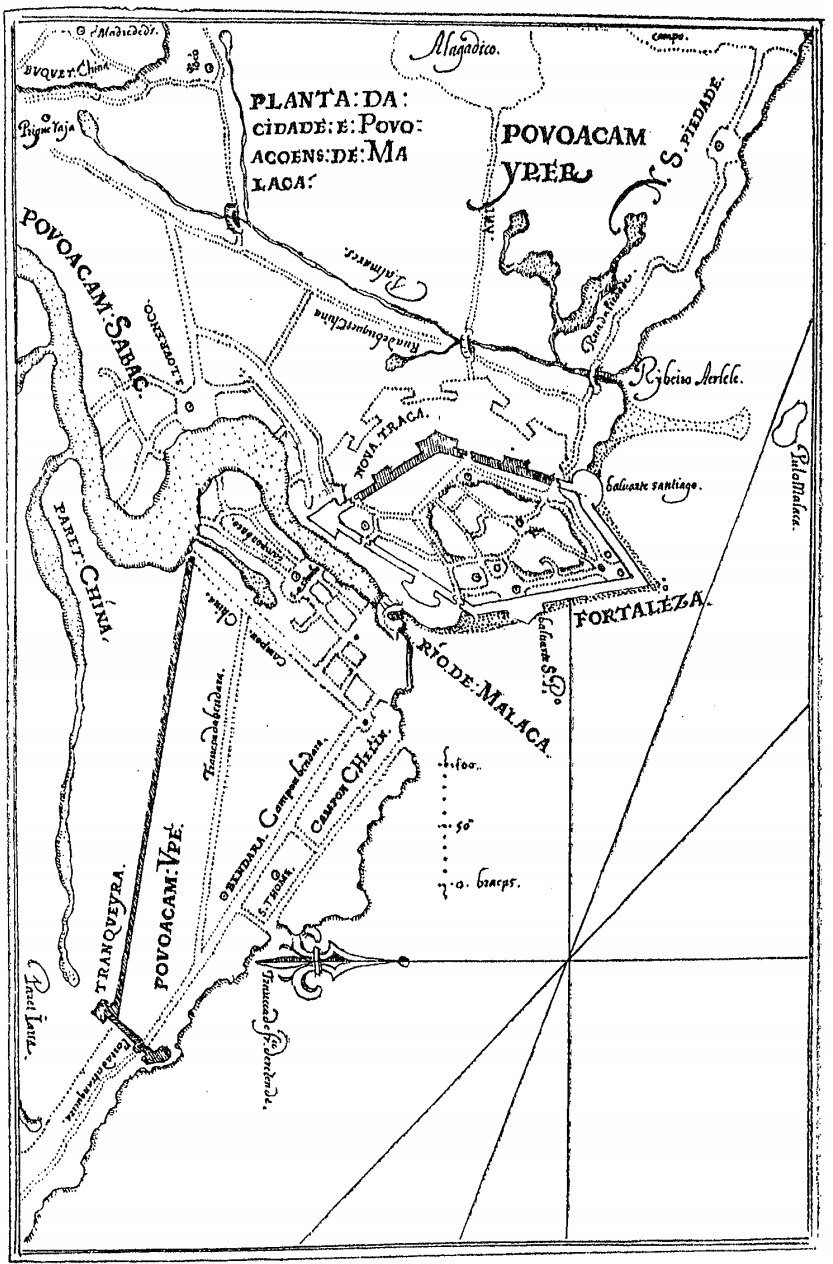
Mappa portoghese della città di Malacca con la nuova cinta muraria costruita nel 1564

La conquista di Malacca costò ai portoghesi 28 morti, più molti altri feriti. Nonostante l'impressionante numero di pezzi d'artiglieria ed armi da fuoco di cui disponeva Mahmud Shah, la maggior parte delle vittime lusitane furono causate dalle frecce avvelenate, difettando i malcesi di capaci artiglieri.
Il Sultano fu sfrattato, ma non era fuori combattimento. Si ritirò alcuni chilometri a sud di Malacca, alla foce del fiume Muar, dove si incontrò con l'armata e si accampò, in attesa che i portoghesi abbandonassero la città una volta terminato il saccheggio. Contrariamente alle speranze di Mahmud Shah, Albuquerque non desiderava solo saccheggiare la città ma tenerla per sempre.

### La fortezza
Albuquerque ordinò immediatamente la costruzione di una fortezza a ridosso del litorale di Malacca, sul sito precedentemente occupato dal palazzo ("Istana") del sultano, che prese il nome di A Famosa, per il mastio insolitamente alto (oltre diciotto metri). Inizialmente realizzata in terra e legname ottenuto da demolizioni, la struttura fu poi irrobustita per ordine del governatore con pietra, laterite e mattoni razziati da tombe malesi, dalla moschea e da altri edifici preesistenti (parte del materiale fu comunque trasportato in loco dalle navi portoghesi).

La fortezza aveva una guarnigione di 500 uomini, 200 dei quali dedicati al servizio a bordo delle 10 navi rimaste come flotta di servizio della fortezza.

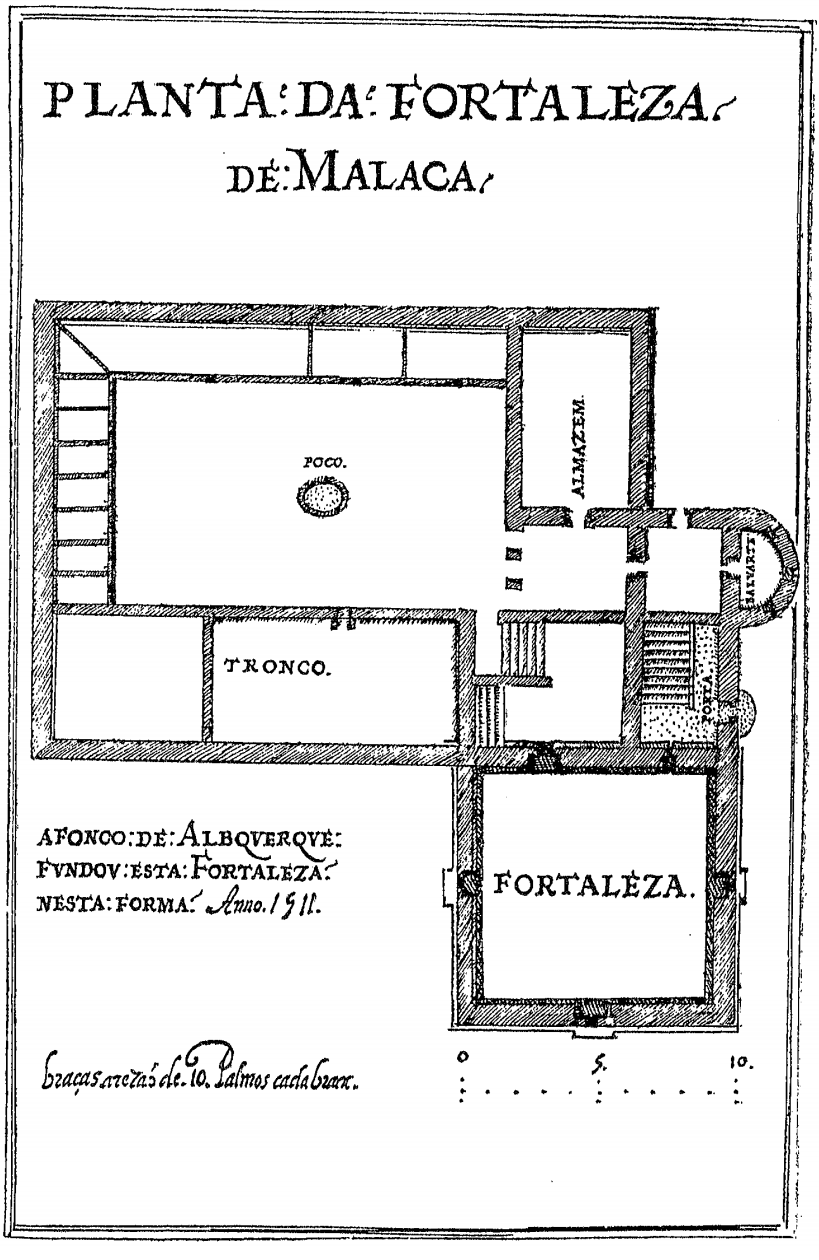
Pianta della fortezza portoghese originale costruita nel 1511
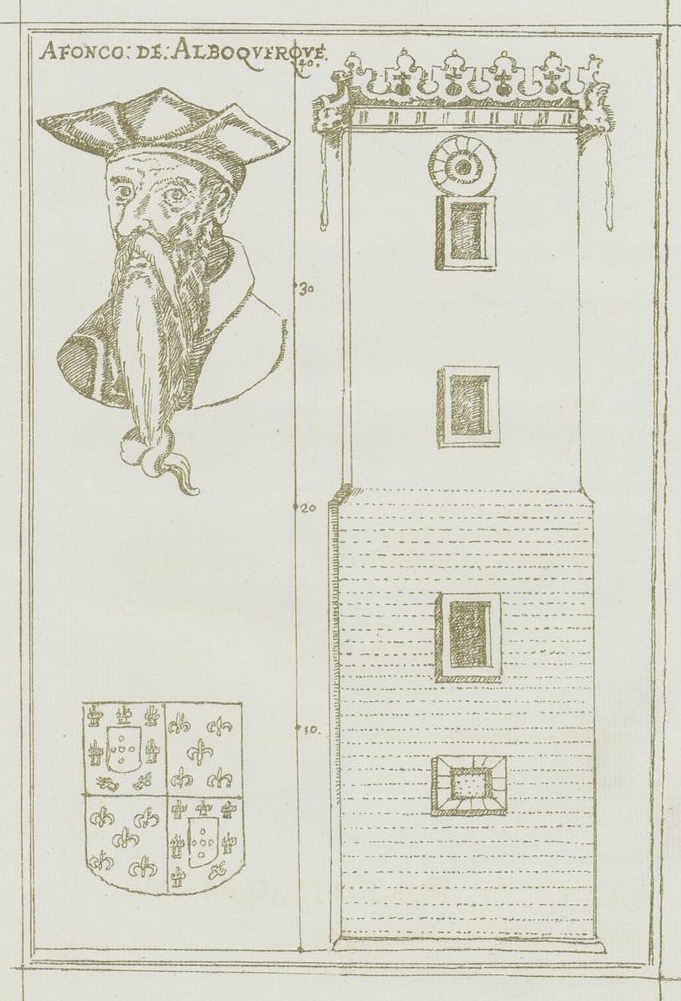
Il dongione cui la fortezza "A Famosa" dovette il suo nome
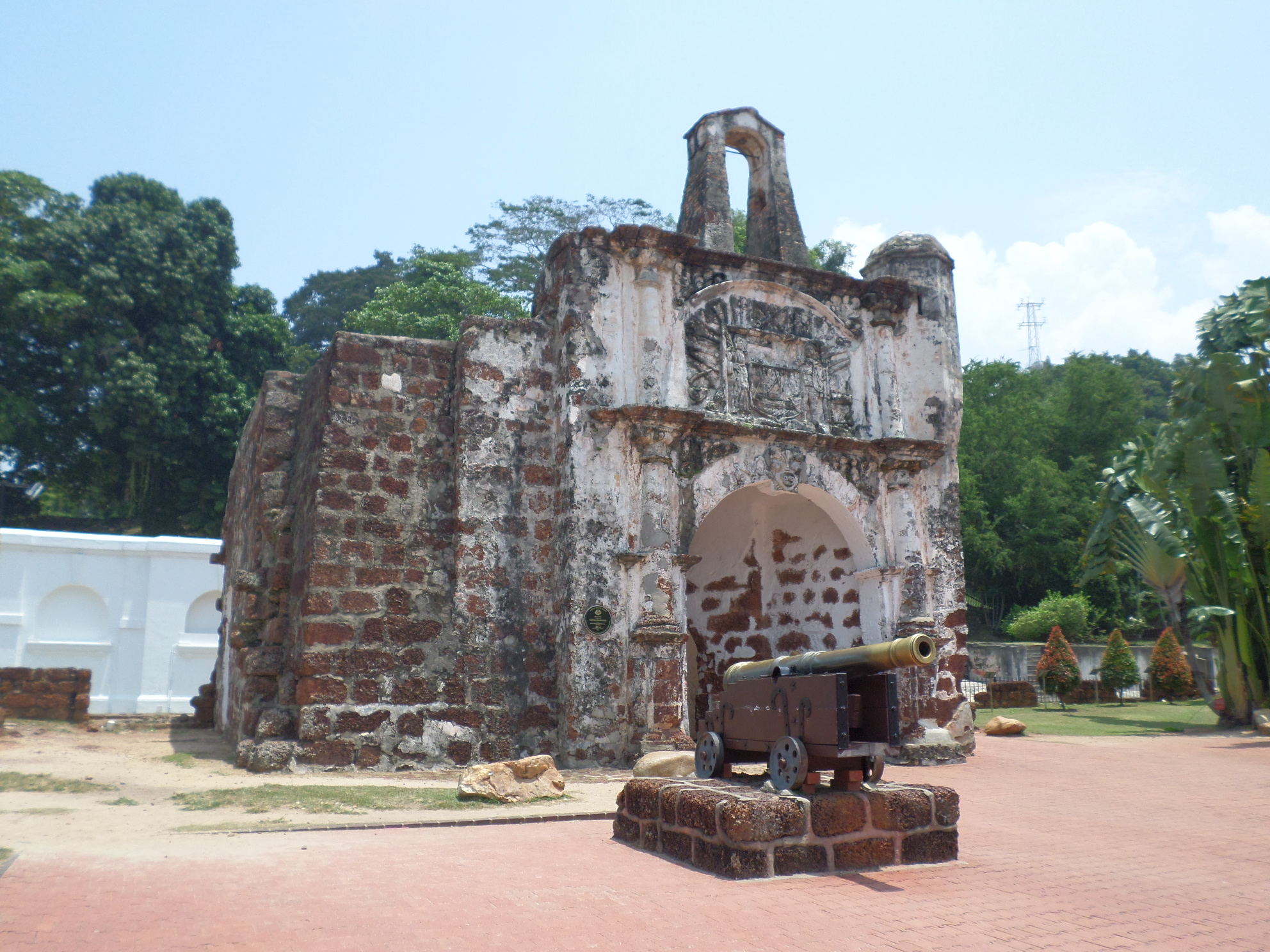
Porta do Santiago, unica porta superstite della Fortezza di Malacca

### Amministrazione e diplomazia

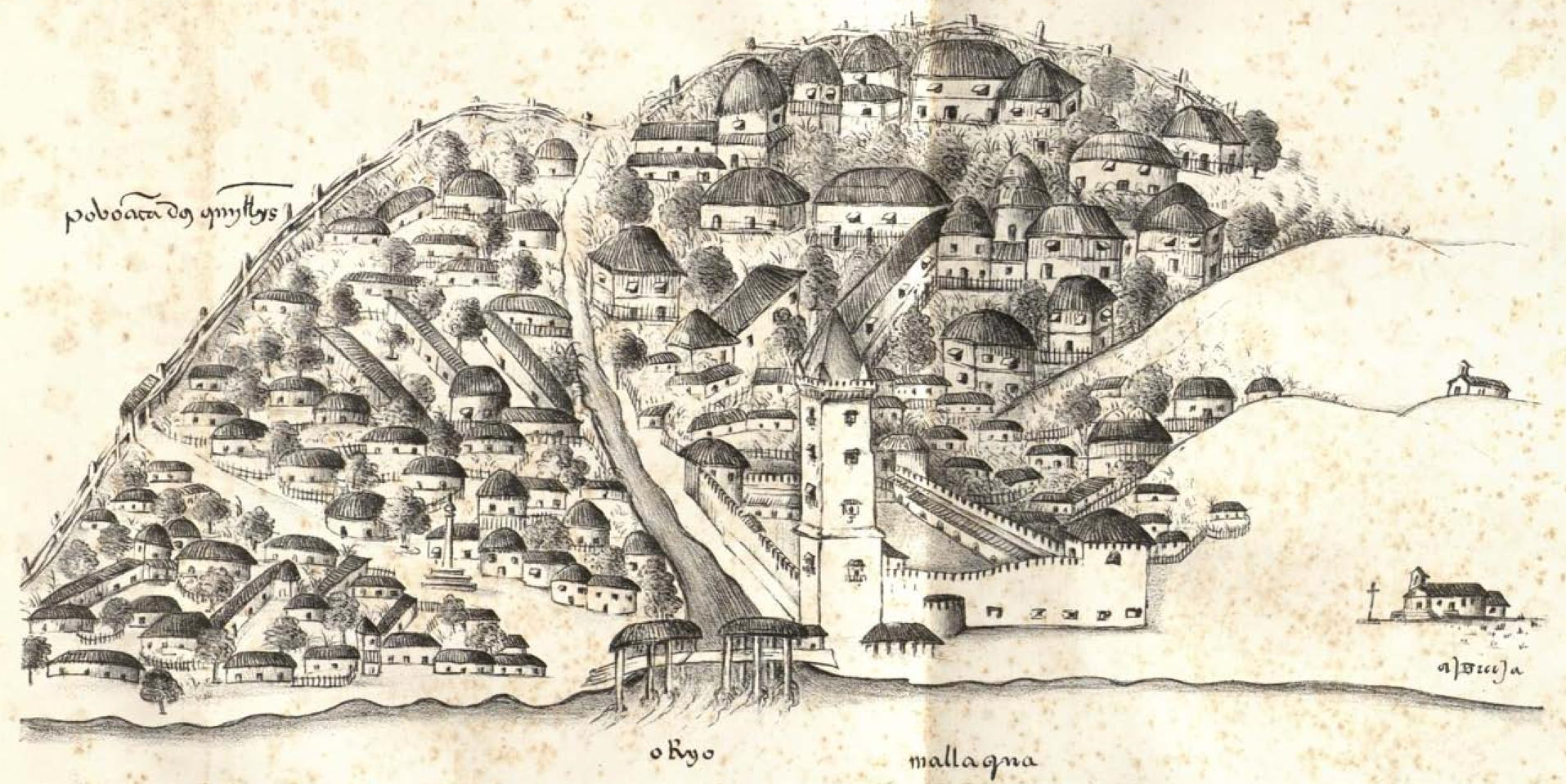
Disegno portoghese di Malacca, circa 1550-1563 (prima della costruzione della cinta difensiva).

Albuquerque si rese subito conto che il mantenimento del controllo su Malacca, così lontana dall'India portoghese (per non parlare del Portogallo stesso!) sarebbe dipeso dal sostegno ai portoghesi da parte della popolazione locale e delle comunità vicine.
Anzitutto, il governatore assicurò agli abitanti che sarebbero stati liberi di procedere con i loro affari come di consueto. Il filo-portoghese Nina Chatu fu nominato nuovo Bendahara di Malacca e rappresentante della comunità indù. Anche le comunità giavanesi, lusong e malesi ebbero i loro magistrati, sebbene il rappresentante giavanese, Utimuta Raja, sarebbe stato giustiziato e sostituito poco dopo per aver cospirato con l'esiliato sultano. Il processo di Utimuta Raja fu il primo atto di giustizia che i portoghesi compirono in Malacca secondo il diritto romano, con il quale "il popolo di Malacca fu molto sollevato da quel tiranno, e ci considerò gente di molta giustizia". Fu coniata una nuova valuta con il sostegno di Nina Chatu e fu organizzata una parata per le strade della città, in cui le nuove monete furono lanciate da ciotole d'argento alla popolazione dall'alto di undici elefanti. Due araldi proclamarono le nuove leggi, uno in portoghese e l'altro in malese, seguiti dalle truppe portoghesi che marciavano al suono di trombe e tamburi, "con grande stupore della gente del posto".
Furono inviate missioni diplomatiche a Pegu e nel Siam per assicurarsi alleati e nuovi fornitori di alimenti vitali, come il riso, per sostituire i giavanesi che erano ostili ai portoghesi. Albuquerque aveva già inviato un inviato, Duarte Fernandes, in Siam a luglio, mentre l'assalto alla città era ancora in corso, e uno scambio di diplomatici assicurava il fermo sostegno del re del Siam che disprezzava Mahmud Shah. Anche il Regno di Pegu confermò il suo sostegno ai portoghesi e nel 1513 giunsero giunche da Pegu per commerciare a Malacca.

Durante la sua permanenza a Malacca, Albuquerque vi ricevette inviati e ambasciatori da molti regni malesi e indonesiani, tra cui anche il genero del sultano Mahmud, il sultano di Pahang, che recò doni per il re del Portogallo.

I portoghesi razziarono anche una grande mappa nautica da un pilota di Giava sulla quale, stando ad Albuquerque, erano raffigurati:
(Lettera di Albuquerque a re Manuele I del Portogallo, aprile 1512.)
Alcune informazioni suggeriscono che erano già stati effettuati adattamenti basati su mappe portoghesi saccheggiate dalla feitoria nel 1509. Con tale conoscenza, i portoghesi impararono la strada per le favolose "Isole delle Spezie" e in novembre Albuquerque organizzò una spedizione di tre nau e 120 uomini, al comando di António de Abreu, già comandante di una giunca, per raggiungerle. Abreu fu il primo europeo a navigare nell'Oceano Pacifico.
Quando Albuquerque lasciò Malacca nel gennaio 1512, gli abitanti piansero la sua partenza. Intorno alla punta nordoccidentale di Sumatra, la flotta affrontò una tempesta che distrusse l'ammiraglia di Albuquerque, la Flor do Mar, e costò alla spedizione la perdita di molti documenti (tra i quali una lettera ufficiale del re del Siam per re Manuele), il bottino e i doni destinati alla Corte, ad eccezione di un grande rubino, una spada decorata e un calice d'oro donato dal re del Siam che l'equipaggio riuscì a salvare.
Nel 1513, Jorge Álvares salpò da Malacca e sarebbe arrivato a Canton, entrando finalmente in contatto con la Cina.

### La fine del Sultanato di Malacca e il destino di Mahmud Shah
Poco dopo la partenza di Albuquerque, Malacca fu attaccata dal redivivo Mahmud Shah ma a quel punto i portoghesi potevano contare su oltre 500 uomini forniti dagli abitanti della città per aiutarli a respingere l'attacco. A maggio, i portoghesi, insieme a oltre 2000 alleati indigeni al comando di Gaspar de Paiva, costrinsero il Sultano a fuggire dal suo accampamento presso il fiume Muar. Mahmud Shah si ritirò quindi nel Sultanato di Pahang, dove evitò per un pelo un tentativo di omicidio. In seguito, si trasferì a Bintan, un'isola-regno a sud-est di Singapore che usurpò per dichiarare guerra ai portoghesi a Malacca, molestando la città, i suoi commerci e sabotando le loro relazioni diplomatiche con la Cina, finché i portoghesi alla fine non devastarono Bintan nel 1526, restituendola al suo legittimo sovrano e rendendo quel regno loro vassallo. Mahmud Shah si ritirò quindi a Kampar (Sumatra) e guidò un governo in esilio lì fino alla sua morte nel 1527. Suo figlio, Alauddin, avrebbe fondato il Sultanato di Johor e avrebbe sviluppato relazioni più o meno pragmatiche con i portoghesi.

### Esplicative
1. ↑  Il Sultano di Malacca disponeva in realtà di un gran numero di bocche da fuoco di vari calibri che non furono utilizzate durante lo scontro ma che divennero parte del bottino razziato dai portoghesi (v.si seguito).
2. ↑  La versione originale portoghese menzionava berços e pedreyros. I berços si riferiscono a cannoni girevoli a retrocarica, gli archibusoni, mentre i pedreyros si riferiscono a pietrere o mortai - v.si De Erédia 1881, 21

### Bibliografiche
1. ↑  (EN) Bosworth CE, Historic cities of the Islamic world, Brill, 2007, ISBN 978-90-04-15388-2.
2. ↑  (EN) Van Gent RH, Islamic–Western Calendar Converter, su staff.science.uu.nl, Universiteit Utrecht.
3. 1 2 3  (EN) Newton AP, The Cambridge History of the British Empire, Cambridge University Press,  p. 11.
4. 1 2  Cartas de Albuquerque, I.396–397.
5. ↑  Cartas de Albuquerque, I.65.
6. ↑  Diffie 1977, p. 256.
7. ↑  Gibson-Hill 1953, pp. 146-147.
8. ↑  Diffie 1977, p. 258.
9. 1 2  (PT) Ferguson D, The Discovery of Ceylon by the Portuguese in 1506, in Journal of the Ceylon Branch of the Royal Asiatic Society, vol. 19, n. 59, 1907,  p. 288.
10. 1 2  Costa-Rodrigues 2012, p. 13.
11. ↑  Costa-Rodrigues 2012, p. 7.
12. ↑  (EN) Cœdès G, The Indianized States of South-East Asia, University of Hawaii Press, 1968, ISBN 9780824803681. URL consultato il 19 settembre 2019.
13. ↑  (EN) Sarji A e Hamid A, The Encyclopedia of Malaysia, 16 - The Rulers of Malaysia, Editions Didier Millet, 2011, ISBN 978-981-3018-54-9.
14. ↑  Pires, p. 399 e 422.
15. ↑  Thomaz 2000, pp. 60-62.
16. ↑  Commentarios de Albuquerque, parte II cap. XVII.
17. ↑  (EN) Barnard TP, Contesting Malayness: Malay identity across boundaries, Singapore University Press, 2004, ISBN 9971-69-279-1.
18. ↑  (EN) Watson Andaya B e Yuzon Andaya L, A History of Malaysia, Palgrave Macmillan, 1984, ISBN 0-333-27672-8.
19. 1 2 3  Commentarios de Albuquerque, cap. XVIII p. 87.
20. ↑  (PT) Rodrigues JD e Oliveira PA, História da Expansão e do Império Português, Esfera dos Livros, 2014.
21. ↑  Costa-Rodrigues 2012, p. 17.
22. ↑  Ed. in Cartas de Albuquerque, p. 417.
23. 1 2  Castanheda, II.106.
24. ↑  Koek 1886,  pp. 120-121.
25. ↑  Costa-Rodrigues 2012, pp. 25-26.
26. ↑  Castanheda, II.114.
27. 1 2 3  Barros, decade 2, libro 4, cap. 4.
28. ↑  Costa-Rodrigues 2012, pp. 30-36.
29. ↑  (PT) Oliveira e Costa de JP e Rodrigues VLG, Campanhas de Afonso de Albuquerque: Conquista de Goa, 1510–1512, Lisbona, Tribuna da História, 2008,  p. 65.
30. ↑  Correia, II.219.
31. ↑  McRoberts 1984, p. 29.
32. ↑  McRoberts 1984, pp. 32-33.
33. 1 2  Charney 2012, p. 3.
34. ↑  Kheng 1998, pp. 254-255.
35. ↑  (EN) Godinho de Erédia, Description of Malacca (TXT), vol. 8, 1930  [1613].
36. ↑  Cartas de Albuquerque, I.37.
37. ↑  Castanheda, III.52.
38. ↑  Cartas de Albuquerque.
39. ↑  Commentarios de Albuquerque, parte III.
40. ↑  Correia, II.229.
41. ↑  Costa-Rodrigues 2012, p. 48.
42. ↑  Castanheda, III.56.
43. 1 2  Castanheda, III.58.
44. ↑  Correia, II.235.
45. ↑  Correia, II.244.
46. ↑  Costa-Rodrigues 2012, p. 60.
47. ↑  Barbosa, II.179.
48. 1 2  Correia, II.248.
49. 1 2  (EN) Manucy AC, Artillery Through the Ages: A Short Illustrated History of the Cannon, Emphasizing Types Used in America, U.S. Department of the Interior Washington, 1949,  p. 34.
50. 1 2  Empoli, p. 138.
51. ↑  Charney 2004, p. 46.
52. ↑  Charney 2004, p. 47.
53. ↑  (EN) Crawfurd J, A Descriptive Dictionary of the Indian Islands and Adjacent Countries, Bradbury and Evans, 1856,  p. 22.
54. ↑  (EN) Egerton W, An Illustrated Handbook of Indian Arms, W.H. Allen, 1880,  p. 96.
55. ↑  Costa-Rodrigues 2012, p. 61.
56. ↑  Correia, II.250-251.
57. ↑  Castanheda, III.lx.
58. ↑  Commentarios de Albuquerque, III.xxxi.
59. ↑  Ahmad Sarji 2011, pp. 122-123.
60. ↑  Costa-Rodrigues 2012, pp. 65-69.
61. ↑  Costa-Rodrigues 2012, pp. 63-64.
62. ↑  Barros, decada II pp. 6-7.
63. ↑  Correia, II.257.
64. ↑  Costa-Rodrigues 2012, pp. 72-74.
65. ↑  Ed. in Cartas de Afonso de Albuquerque, I.64
66. ↑  Costa-Rodrigues 2012, p. 74.
67. ↑  Castanheda, III.131.
68. ↑  Pires, p. 146.
69. ↑  (EN) Brook T, The Confusions of Pleasure: Commerce and Culture in Ming China, University of California Press, 1998,  p. 124, ISBN 978-0-520-22154-3. URL consultato il 16 giugno 2011.
70. ↑  Costa-Rodrigues 2012, p. 79.
71. ↑  (EN) Monteiro S, Portuguese Sea Battles - Volume I - The First World Sea Power 1139–1521, 1989,  p. 301.
72. ↑  Pires.
73. ↑  (EN) Monteiro S, Portuguese Sea Battles - Volume II - Christianity, Commerce and Corso 1522–1538, 1989.
74. ↑  (EN) Journal of the Malayan Branch of the Royal Asiatic Society, The Branch, 1956.
75. ↑  De Sousa Pinto 2012, p. 241.

### Fonti
- (EN) Albuquerque A de, Commentarios Dafonso Dalboquerque, capitam geral & gouernador da India, traduzione di Gray Birch W de, Londra, Hakluyt Society, 1875-84  [1557].
- (PT) Albuquerque A de, Cartas de Afonso de Albuquerque seguidas de documentis que as elucidam, a cura di Bulhão Pato RA e Lopes Mendonça H, Lisbona, 1884.
- (PT) Duarte Barbosa, O Livro de Duarte Barbosa, traduzione di Dames ML, rist., Nuova Delhi, Asian Education Services, 2005  [1518].
- (PT) João de Barros, Décadas da Ásia: Dos feitos, que os Portuguezes fizeram no descubrimento, e conquista, dos mares, e terras do Oriente, 1552-1559.
- (PT) Fernão Lopes de Castanheda, História do descobrimento e conquista da Índia pelos portugueses, 1833  [1551-1560].
- (PT) Gaspar Correia, Lendas da Índia, Lisbona, Academia Real das Sciencias, 1858-64  [1550].
- Giovanni da Empoli, Lettera di Giovanni da Empoli, a cura di Bausani A, Roma, Istituto italiano per il Medio ed Estremo Oriente, 1970.
- (PT) Tomé Pires, Suma Oriental que trata do Mar Roxo até aos Chins, 1512-1515. ed. in (EN) The Suma oriental of Tomé Pires; and, the book of Francisco Rodrigues, 2 v., Londra, Hakluyt Society, 1944.

### Studi
- (EN) Ahmad Sarji AH, The Encyclopedia of Malaysia, 16 - The Rulers of Malaysia, Editions Didier Millet, 2011, ISBN 978-981-3018-54-9.
- (FR) Bouchon G, Albuquerque: Le Lion des Mers d'Asie, Parigi, Éditions Desjonquères, 2014.
- (EN) Charney M, Iberians and Southeast Asians at War: the Violent First Encounter at Melaka in 1511 and After, in Waffen Wissen Wandel: Anpassung und Lernen in transkulturellen Erstkonflikten, 2012,  pp. 1-18.
- (EN) Charney M, Southeast Asian Warfare, 1300-1900, BRILL, 2004, ISBN 9789047406921.
- (PT) Oliveira e Costa de JP e Rodrigues VLG, Campanhas de Afonso de Albuquerque: Conquista de Malaca, 1511, Lisbona, Tribuna da História, 2012.
- (EN) Crowley R, Conquerors: How Portugal Seized the Indian Ocean and Forged the First Global Empire, Londra, Faber & Faber, 2015.
- (FR) De Erédia MG, Malacca L'Inde Orientale Et Le Cathay Volume 1, Bruxelles, M. Leon Janssen, 1881.
- De Sousa Pinto PJ, The Portuguese and the Straits of Melaka, 1575-1619: Power, Trade and Diplomacy, NUS Press, 2012,  p. 241, ISBN 9971695707.
- (EN) Diffie B, Foundations of the Portuguese Empire, 1415–1580, University of Minnesota Press, 1977, ISBN 0-8166-0782-6.
- Gibson-Hill CA, Notes on the old Cannon found in Malaya, and known to be of Dutch origin, in Journal of the Malayan Branch of the Royal Asiatic Society, vol. 26, 1953,  pp. 145-174.
- (EN) Kheng CB, Sejarah Melayu The Malay Annals : MS RAFFLES No. 18 Edisi Rumi Baru, Academic Art & Printing Services Sdn. Bhd., 1998, nuova ed. romanza.
- (EN) Koek E, Portuguese History of Malacca, in Journal of the Straits Branch of the Royal Asiatic Society, vol. 17, 1886,  pp. 117-149.
- (EN) McRoberts RW, An Examination of the Fall of Melaka in 1511, in Journal of the Malaysian Branch of the Royal Asiatic Society, vol. 57, 1984,  pp. 26-39, JSTOR 41492970.
- (EN) Mendonça D : de, Conversions and Citizenry: Goa Under Portugal, 1510-1610, Concept Publishing Company, 2002.
- (EN) Newitt M, A History of Portuguese Overseas Expansion 1400–1668, Routledge, 2004.
- (EN) Sanceau E, Indies Adventure: The Amazing Career of Afonso de Albuquerque, Captain-general and Governor of India (1509–1515), 1936.
- (PT) Ferreira Reis Thomaz LF, De Ceuta a Timor, 1994.